# Liste der Nummer-eins-Hits in Dänemark (2024)
Dies ist eine Liste der Nummer-eins-Hits in Dänemark (inklusive Grönland und Färöer) im Jahr 2024. Sie basiert auf den offiziellen Album Top-40 und Track Top-40, die im Auftrag von IFPI Dänemark erstellt werden.

## Singles
| ← 2023 ← | Liste der Nummer-eins-Hits in Dänemark | Liste der Nummer-eins-Hits in Dänemark | Liste der Nummer-eins-Hits in Dänemark | 2025 → |
| \| Zeitraum \| Wo. ges. \| Interpret \| Titel Autor(en) \| Zusätzliche Informationen \| \| (Zeitraum, Wochen auf Platz eins, Interpret, Titel, Autor[en], zusätzliche Informationen) \| \| \| \| \| \| ----------------------------------------------------------------------------------------- \| -------- \| ---------------------------------- \| ------------------------------------------------------------------------------------------------------------------------------------------------------------------------------------------ \| ---------------------------------------------------------------------------------------------------------------------------------------------------------- \| \| 6. Dezember 2023 – 9. Januar 2024 5 Wochen (insgesamt 17) \| 17 \| Wham! \| Last Christmas George Michael \| – \| \| 10. Januar 2024 – 30. Januar 2024 3 Wochen (insgesamt 8) \| 8 \| Gilli feat. Kesi \| 555 Nicki Pooyandeh, Kian Rosenberg Larsen, Oliver Kesi Chambuso \| – \| \| 31. Januar 2024 – 6. Februar 2024 1 Woche \| 1 \| Artigeardit & Lamin \| Sent Adam Hillebrandt, Anton Westerlin Kjeldsen, Ardit Aliti, Lamin Nørlem Samba \| – \| \| 7. Februar 2024 – 20. Februar 2024 2 Wochen (insgesamt 8) \| 8 \| Gilli feat. Kesi \| 555 Nicki Pooyandeh, Kian Rosenberg Larsen, Oliver Kesi Chambuso \| – \| \| 21. Februar 2024 – 5. März 2024 2 Wochen \| 2 \| Thor Farlov feat. Noah Carter \| Alt det Jacob Jackson Andersen, Mads Winther Møller, Thor Nørgaard, Nicholas Kvaran, Lasse Bavngaard, Mads Frederik Jensen, Jørn Pedersen, Noah Christian Kim Carter, Thor Blanchez Farlov \| – \| \| 6. März 2024 – 7. Mai 2024 9 Wochen \| 9 \| Tobias Rahim feat. D1ma \| Bellevue Musik: Martin René Falkebo, Arto Louis Alan Eriksen; Text: D1ma, Fridolin Tai Nordsø Schjoldan, Tobias Rahim Secilmis Hasling \| – \| \| 8. Mai 2024 – 21. Mai 2024 2 Wochen \| 2 \| Lamin & Anton Westerlin \| Chanel Freestyle Musik: Anton Westerlin Kjeldsen; Text: Lamin Nørlem Samba \| – \| \| 22. Mai 2024 – 4. Juni 2024 2 Wochen \| 2 \| Gobs \| Alt ved dig Michael Nguyen, David Samuel Björk, Kevin Høj Iversen, Victor Gaardboe \| – \| \| 5. Juni 2024 – 11. Juni 2024 1 Woche (insgesamt 4) \| 4 \| Malte Ebert feat. Herrelandsholdet \| Kongen af Danmark Daniel Scheffmann, Malte Fynboe Manniche Ebert, Ole Bjørn Heiring Sørensen, Oscar Morosinotto Johansen \| Zum zweiten Mal nach 2021 erreicht Ebert alias Gulddreng mit einem Song zur Fußballeuropameisterschaft Platz 1, insgesamt ist es sein 10. Nummer-eins-Hit. \| \| 12. Juni 2024 – 25. Juni 2024 2 Wochen \| 2 \| Lamin feat. Gilli \| Hva du på Anton Westerlin Kjeldsen, Kian Rosenberg Larsson, Lamin Nørlem Samba, Nicki Pooyandeh \| – \| \| 26. Juni 2024 – 16. Juli 2024 3 Wochen (insgesamt 4) \| 4 \| Malte Ebert feat. Herrelandsholdet \| Kongen af Danmark Daniel Scheffmann, Malte Fynboe Manniche Ebert, Ole Bjørn Heiring Sørensen, Oscar Morosinotto Johansen \| – \| \| 17. Juli 2024 – 20. August 2024 5 Wochen \| 5 \| Tobias Rahim feat. Icekiid \| Dark Room Arto Louis Alan Eriksen, Frederik Tao Nordsø Schjoldan, Fridolin Tai Nordsø Schjoldan, Jermyn Creppy, Tobias Rahim Secilmis Hasling \| – \| \| 21. August 2024 – 10. September 2024 3 Wochen \| 3 \| Kesi feat. Lamin \| To gange Anton Westerlin Kjeldsen, Lamin Nørlem Samba, Oliver Kesi Chambuso \| – \| \| 11. September 2024 – 24. September 2024 2 Wochen (insgesamt 6) \| 6 \| Suspekt feat. Uro \| Tænker ik på andre Andreas Bai Duelund, Emil Simonsen, Rune Rask, Jeppe Kronback, Andreas Lund \| – \| \| 25. September 2024 – 1. Oktober 2024 1 Woche \| 1 \| Lamin \| HVDOL Anton Westerlin Kjeldsen, Lamin Nørlem Samba, Samuel Preston Houlihan, ProdByyTy \| – \| \| 2. Oktober 2024 – 8. Oktober 2024 1 Woche \| 1 \| Lamin feat. Ukendt Kunstner \| Tro på det Musik: Adam Hillebrandt, Jens Ole Wowk McCoy; Text: Lamin Nørlem Samba, Hans Philip Sery Lagui \| – \| \| 9. Oktober 2024 – 5. November 2024 4 Wochen (insgesamt 6) \| 6 \| Suspekt feat. Uro \| Tænker ik på andre Andreas Bai Duelund, Emil Simonsen, Rune Rask, Jeppe Kronback, Andreas Lund \| – \| \| 6. November 2024 – 3. Dezember 2024 4 Wochen (insgesamt 5) \| 5 \| Marstein & Annika \| Sammen Annika Wedderkopp, Håkon Brevig Ingvaldsen, Jo Almaas Marstein, Omar Mohammed Ahmed \| – \| \| 4. Dezember 2024 – 31. Dezember 2024 4 Wochen (insgesamt 11) \| 11 \| Burhan G & Frida Brygmann \| Tinka Burhan Genç Koç, Frida Hilarius Brygmann Knutzon, Lars Ankerstjerne Christensen \| Der alljährliche Weihnachtshit ist nach 2019 und 2022 zum dritten Mal an der Chartspitze. \| |                                        |                                        | | |
| ← 2023 |                                        |                                        | | → 2025 → |
| Zeitraum | Wo. ges.                               | Interpret                              | Titel Autor(en) | Zusätzliche Informationen |
| (Zeitraum, Wochen auf Platz eins, Interpret, Titel, Autor[en], zusätzliche Informationen) |                                        |                                        | | |
| 6. Dezember 2023 – 9. Januar 2024 5 Wochen (insgesamt 17) | 17                                     | Wham!                                  | Last Christmas George Michael | – |
| 10. Januar 2024 – 30. Januar 2024 3 Wochen (insgesamt 8) | 8                                      | Gilli feat. Kesi                       | 555 Nicki Pooyandeh, Kian Rosenberg Larsen, Oliver Kesi Chambuso | – |
| 31. Januar 2024 – 6. Februar 2024 1 Woche | 1                                      | Artigeardit & Lamin                    | Sent Adam Hillebrandt, Anton Westerlin Kjeldsen, Ardit Aliti, Lamin Nørlem Samba | – |
| 7. Februar 2024 – 20. Februar 2024 2 Wochen (insgesamt 8) | 8                                      | Gilli feat. Kesi                       | 555 Nicki Pooyandeh, Kian Rosenberg Larsen, Oliver Kesi Chambuso | – |
| 21. Februar 2024 – 5. März 2024 2 Wochen | 2                                      | Thor Farlov feat. Noah Carter          | Alt det Jacob Jackson Andersen, Mads Winther Møller, Thor Nørgaard, Nicholas Kvaran, Lasse Bavngaard, Mads Frederik Jensen, Jørn Pedersen, Noah Christian Kim Carter, Thor Blanchez Farlov | – |
| 6. März 2024 – 7. Mai 2024 9 Wochen | 9                                      | Tobias Rahim feat. D1ma                | Bellevue Musik: Martin René Falkebo, Arto Louis Alan Eriksen; Text: D1ma, Fridolin Tai Nordsø Schjoldan, Tobias Rahim Secilmis Hasling                                                     | – |
| 8. Mai 2024 – 21. Mai 2024 2 Wochen | 2                                      | Lamin & Anton Westerlin                | Chanel Freestyle Musik: Anton Westerlin Kjeldsen; Text: Lamin Nørlem Samba | – |
| 22. Mai 2024 – 4. Juni 2024 2 Wochen | 2                                      | Gobs                                   | Alt ved dig Michael Nguyen, David Samuel Björk, Kevin Høj Iversen, Victor Gaardboe | – |
| 5. Juni 2024 – 11. Juni 2024 1 Woche (insgesamt 4) | 4                                      | Malte Ebert feat. Herrelandsholdet     | Kongen af Danmark Daniel Scheffmann, Malte Fynboe Manniche Ebert, Ole Bjørn Heiring Sørensen, Oscar Morosinotto Johansen                                                                   | Zum zweiten Mal nach 2021 erreicht Ebert alias Gulddreng mit einem Song zur Fußballeuropameisterschaft Platz 1, insgesamt ist es sein 10. Nummer-eins-Hit. |
| 12. Juni 2024 – 25. Juni 2024 2 Wochen | 2                                      | Lamin feat. Gilli                      | Hva du på Anton Westerlin Kjeldsen, Kian Rosenberg Larsson, Lamin Nørlem Samba, Nicki Pooyandeh                                                                                            | – |
| 26. Juni 2024 – 16. Juli 2024 3 Wochen (insgesamt 4) | 4                                      | Malte Ebert feat. Herrelandsholdet     | Kongen af Danmark Daniel Scheffmann, Malte Fynboe Manniche Ebert, Ole Bjørn Heiring Sørensen, Oscar Morosinotto Johansen                                                                   | – |
| 17. Juli 2024 – 20. August 2024 5 Wochen | 5                                      | Tobias Rahim feat. Icekiid             | Dark Room Arto Louis Alan Eriksen, Frederik Tao Nordsø Schjoldan, Fridolin Tai Nordsø Schjoldan, Jermyn Creppy, Tobias Rahim Secilmis Hasling                                              | – |
| 21. August 2024 – 10. September 2024 3 Wochen | 3                                      | Kesi feat. Lamin                       | To gange Anton Westerlin Kjeldsen, Lamin Nørlem Samba, Oliver Kesi Chambuso | – |
| 11. September 2024 – 24. September 2024 2 Wochen (insgesamt 6) | 6                                      | Suspekt feat. Uro                      | Tænker ik på andre Andreas Bai Duelund, Emil Simonsen, Rune Rask, Jeppe Kronback, Andreas Lund                                                                                             | – |
| 25. September 2024 – 1. Oktober 2024 1 Woche | 1                                      | Lamin                                  | HVDOL Anton Westerlin Kjeldsen, Lamin Nørlem Samba, Samuel Preston Houlihan, ProdByyTy | – |
| 2. Oktober 2024 – 8. Oktober 2024 1 Woche | 1                                      | Lamin feat. Ukendt Kunstner            | Tro på det Musik: Adam Hillebrandt, Jens Ole Wowk McCoy; Text: Lamin Nørlem Samba, Hans Philip Sery Lagui                                                                                  | – |
| 9. Oktober 2024 – 5. November 2024 4 Wochen (insgesamt 6) | 6                                      | Suspekt feat. Uro                      | Tænker ik på andre Andreas Bai Duelund, Emil Simonsen, Rune Rask, Jeppe Kronback, Andreas Lund                                                                                             | – |
| 6. November 2024 – 3. Dezember 2024 4 Wochen (insgesamt 5) | 5                                      | Marstein & Annika                      | Sammen Annika Wedderkopp, Håkon Brevig Ingvaldsen, Jo Almaas Marstein, Omar Mohammed Ahmed                                                                                                 | – |
| 4. Dezember 2024 – 31. Dezember 2024 4 Wochen (insgesamt 11) | 11                                     | Burhan G & Frida Brygmann              | Tinka Burhan Genç Koç, Frida Hilarius Brygmann Knutzon, Lars Ankerstjerne Christensen | Der alljährliche Weihnachtshit ist nach 2019 und 2022 zum dritten Mal an der Chartspitze.                                                                  |

## Alben
| ← 2023 ← | Liste der Nummer-eins-Hits in Dänemark | Liste der Nummer-eins-Hits in Dänemark | Liste der Nummer-eins-Hits in Dänemark | 2025 →                    |
| \| Zeitraum \| Wo. ges. \| Interpret \| Titel \| Zusätzliche Informationen \| \| (Zeitraum, Wochen auf Platz eins, Interpret, Titel, zusätzliche Informationen) \| \| \| \| \| \| ------------------------------------------------------------------------------ \| -------- \| -------------------------- \| ----------------------------- \| ------------------------- \| \| 13. Dezember 2023 – 9. Januar 2024 4 Wochen (insgesamt 23) \| 23 \| Michael Bublé \| Christmas \| – \| \| 10. Januar 2024 – 13. Februar 2024 5 Wochen (insgesamt 8) \| 8 \| Gilli \| Kiko Club \| – \| \| 14. Februar 2024 – 20. Februar 2024 1 Woche (insgesamt 2) \| 2 \| Gobs \| Mellem himmel & jord \| – \| \| 21. Februar 2024 – 27. Februar 2024 1 Woche \| 1 \| Kanye West & Ty Dolla Sign \| Vultures 1 \| – \| \| 28. Februar 2024 – 5. März 2024 1 Woche (insgesamt 2) \| 2 \| Gobs \| Mellem himmel & jord \| – \| \| 6. März 2024 – 19. März 2024 2 Wochen (insgesamt 3) \| 3 \| (Verschiedene Interpreten) \| MGP 2024 \| – \| \| 20. März 2024 – 26. März 2024 1 Woche \| 1 \| Ariana Grande \| Eternal Sunshine \| – \| \| 27. März 2024 – 2. April 2024 1 Woche (insgesamt 3) \| 3 \| (Verschiedene Interpreten) \| MGP 2024 \| – \| \| 3. April 2024 – 9. April 2024 1 Woche (insgesamt 2) \| 2 \| Noah Carter \| Noahs Ark \| – \| \| 10. April 2024 – 16. April 2024 1 Woche (insgesamt 2) \| 2 \| Beyoncé \| Cowboy Carter \| – \| \| 17. April 2024 – 23. April 2024 1 Woche (insgesamt 2) \| 2 \| Noah Carter \| Noahs Ark \| – \| \| 24. April 2024 – 30. April 2024 1 Woche (insgesamt 2) \| 2 \| Beyoncé \| Cowboy Carter \| – \| \| 1. Mai 2024 – 28. Mai 2024 4 Wochen \| 4 \| Taylor Swift \| The Tortured Poets Department \| – \| \| 29. Mai 2024 – 4. Juni 2024 1 Woche (insgesamt 5) \| 5 \| Billie Eilish \| Hit Me Hard and Soft \| – \| \| 5. Juni 2024 – 11. Juni 2024 1 Woche \| 1 \| Branco \| Baba Business 3 \| – \| \| 12. Juni 2024 – 2. Juli 2024 3 Wochen (insgesamt 5) \| 5 \| Billie Eilish \| Hit Me Hard and Soft \| – \| \| 3. Juli 2024 – 20. August 2024 7 Wochen \| 7 \| Benny Jamz & Gilli \| Kenny \| – \| \| 21. August 2024 – 1. Oktober 2024 6 Wochen \| 6 \| Kesi \| Fomo 88.8 FM \| – \| \| 2. Oktober 2024 – 5. November 2024 5 Wochen (insgesamt 7) \| 7 \| Lamin \| Skyll \| – \| \| 6. November 2024 – 12. November 2024 1 Woche \| 1 \| Thomas Helmig \| Sortedam \| – \| \| 13. November 2024 – 19. November 2024 1 Woche \| 1 \| The Cure \| Songs of a Lost World \| – \| \| 20. November 2024 – 3. Dezember 2024 2 Wochen (insgesamt 7) \| 7 \| Lamin \| Skyll \| – \| \| 4. Dezember 2024 – 10. Dezember 2024 1 Woche (insgesamt 2) \| 2 \| Kendrick Lamar \| GNX \| – \| \| 11. Dezember 2024 – 7. Januar 2025 4 Wochen (insgesamt 23) \| 23 \| Michael Bublé \| Christmas \| – \| |                                        |                                        |                                        |                           |
| ← 2023 |                                        |                                        |                                        | → 2025 →                  |
| Zeitraum | Wo. ges.                               | Interpret                              | Titel                                  | Zusätzliche Informationen |
| (Zeitraum, Wochen auf Platz eins, Interpret, Titel, zusätzliche Informationen) |                                        |                                        |                                        |                           |
| 13. Dezember 2023 – 9. Januar 2024 4 Wochen (insgesamt 23) | 23                                     | Michael Bublé                          | Christmas                              | –                         |
| 10. Januar 2024 – 13. Februar 2024 5 Wochen (insgesamt 8) | 8                                      | Gilli                                  | Kiko Club                              | –                         |
| 14. Februar 2024 – 20. Februar 2024 1 Woche (insgesamt 2) | 2                                      | Gobs                                   | Mellem himmel & jord                   | –                         |
| 21. Februar 2024 – 27. Februar 2024 1 Woche | 1                                      | Kanye West & Ty Dolla Sign             | Vultures 1                             | –                         |
| 28. Februar 2024 – 5. März 2024 1 Woche (insgesamt 2) | 2                                      | Gobs                                   | Mellem himmel & jord                   | –                         |
| 6. März 2024 – 19. März 2024 2 Wochen (insgesamt 3) | 3                                      | (Verschiedene Interpreten)             | MGP 2024                               | –                         |
| 20. März 2024 – 26. März 2024 1 Woche | 1                                      | Ariana Grande                          | Eternal Sunshine                       | –                         |
| 27. März 2024 – 2. April 2024 1 Woche (insgesamt 3) | 3                                      | (Verschiedene Interpreten)             | MGP 2024                               | –                         |
| 3. April 2024 – 9. April 2024 1 Woche (insgesamt 2) | 2                                      | Noah Carter                            | Noahs Ark                              | –                         |
| 10. April 2024 – 16. April 2024 1 Woche (insgesamt 2) | 2                                      | Beyoncé                                | Cowboy Carter                          | –                         |
| 17. April 2024 – 23. April 2024 1 Woche (insgesamt 2) | 2                                      | Noah Carter                            | Noahs Ark                              | –                         |
| 24. April 2024 – 30. April 2024 1 Woche (insgesamt 2) | 2                                      | Beyoncé                                | Cowboy Carter                          | –                         |
| 1. Mai 2024 – 28. Mai 2024 4 Wochen | 4                                      | Taylor Swift                           | The Tortured Poets Department          | –                         |
| 29. Mai 2024 – 4. Juni 2024 1 Woche (insgesamt 5) | 5                                      | Billie Eilish                          | Hit Me Hard and Soft                   | –                         |
| 5. Juni 2024 – 11. Juni 2024 1 Woche | 1                                      | Branco                                 | Baba Business 3                        | –                         |
| 12. Juni 2024 – 2. Juli 2024 3 Wochen (insgesamt 5) | 5                                      | Billie Eilish                          | Hit Me Hard and Soft                   | –                         |
| 3. Juli 2024 – 20. August 2024 7 Wochen | 7                                      | Benny Jamz & Gilli                     | Kenny                                  | –                         |
| 21. August 2024 – 1. Oktober 2024 6 Wochen | 6                                      | Kesi                                   | Fomo 88.8 FM                           | –                         |
| 2. Oktober 2024 – 5. November 2024 5 Wochen (insgesamt 7) | 7                                      | Lamin                                  | Skyll                                  | –                         |
| 6. November 2024 – 12. November 2024 1 Woche | 1                                      | Thomas Helmig                          | Sortedam                               | –                         |
| 13. November 2024 – 19. November 2024 1 Woche | 1                                      | The Cure                               | Songs of a Lost World                  | –                         |
| 20. November 2024 – 3. Dezember 2024 2 Wochen (insgesamt 7) | 7                                      | Lamin                                  | Skyll                                  | –                         |
| 4. Dezember 2024 – 10. Dezember 2024 1 Woche (insgesamt 2) | 2                                      | Kendrick Lamar                         | GNX                                    | –                         |
| 11. Dezember 2024 – 7. Januar 2025 4 Wochen (insgesamt 23) | 23                                     | Michael Bublé                          | Christmas                              | –                         |

## Jahreshitparaden
| ← 2023 ← | Liste der Nummer-eins-Hits in Dänemark | Liste der Nummer-eins-Hits in Dänemark     | Liste der Nummer-eins-Hits in Dänemark | 2025 →   |
| \| Singles \| Position# \| Alben \| \| ------------------------------------------------------------------------------------------------------------------------------------------------------------------------------------------------------------------------ \| --------- \| ------------------------------------------ \| \| Bellevue Tobias Rahim feat. D1ma Musik: Martin René Falkebo, Arto Louis Alan Eriksen; Text: D1ma, Fridolin Tai Nordsø Schjoldan, Tobias Rahim Secilmis Hasling \| 1 \| Kenny Benny Jamz & Gilli \| \| Børn af natten (Hola bonita) Ankerstjerne, Panamah & Daniel Schulz Anders Bagger Christensen, Peter Andreas Lützen, Amalie Stender, Lars Ankerstjerne Christensen, Christian Sigvardt, Daniel Schulz \| 2 \| The Tortured Poets Department Taylor Swift \| \| 555 Gilli feat. Kesi Nicki Pooyandeh, Kian Rosenberg Larsen, Oliver Kesi Chambuso \| 3 \| Hit Me Hard and Soft Billie Eilish \| \| Alt det Thor Farlov feat. Noah Carter Jacob Jackson Andersen, Mads Winther Møller, Thor Nørgaard, Nicholas Kvaran, Lasse Bavngaard, Mads Frederik Jensen, Jørn Pedersen, Noah Christian Kim Carter, Thor Blanchez Farlov \| 4 \| Kiko Club Gilli \| \| Lose Control Teddy Swims Joshua Emanuel Coleman, Julian Collin Bunetta, Jaten Collin Dimsdale, John Stephen Sudduth, Marco Antonio Rodriguez Diaz Jr. \| 5 \| Mellem himmel & jord Gobs \| \| Det modsatte Mumle Frederik Skjærbæk Carstens, Julia Kathrine Hansen \| 6 \| Fomo 88.8 FM Kesi \| \| Tak for sidst Gobs Michael Nguyen, Tim Steinbach, Mark Steinbach, Victor Gaardboe \| 7 \| Noahs Ark Noah Carter \| \| Beautiful Things Benson Boone Benson James Boone, Evan Robert Eliiot Blair, Jackson Lafrantz Larsen \| 8 \| Når sjælen kaster op Tobias Rahim \| \| Knuser hjerter Annika Annika Wedderkopp \| 9 \| Skyll Lamin \| \| Dark Room Tobias Rahim feat. Icekiid Arto Louis Alan Eriksen, Frederik Tao Nordsø Schjoldan, Fridolin Tai Nordsø Schjoldan, Jermyn Creppy, Tobias Rahim Secilmis Hasling \| 10 \| Dansktop Ukendt Kunstner \| |                                        |                                            |                                        |          |
| ← 2023 |                                        |                                            |                                        | → 2025 → |
| Singles | Position#                              | Alben                                      |                                        |          |
| Bellevue Tobias Rahim feat. D1ma Musik: Martin René Falkebo, Arto Louis Alan Eriksen; Text: D1ma, Fridolin Tai Nordsø Schjoldan, Tobias Rahim Secilmis Hasling | 1                                      | Kenny Benny Jamz & Gilli                   |                                        |          |
| Børn af natten (Hola bonita) Ankerstjerne, Panamah & Daniel Schulz Anders Bagger Christensen, Peter Andreas Lützen, Amalie Stender, Lars Ankerstjerne Christensen, Christian Sigvardt, Daniel Schulz | 2                                      | The Tortured Poets Department Taylor Swift |                                        |          |
| 555 Gilli feat. Kesi Nicki Pooyandeh, Kian Rosenberg Larsen, Oliver Kesi Chambuso | 3                                      | Hit Me Hard and Soft Billie Eilish         |                                        |          |
| Alt det Thor Farlov feat. Noah Carter Jacob Jackson Andersen, Mads Winther Møller, Thor Nørgaard, Nicholas Kvaran, Lasse Bavngaard, Mads Frederik Jensen, Jørn Pedersen, Noah Christian Kim Carter, Thor Blanchez Farlov | 4                                      | Kiko Club Gilli                            |                                        |          |
| Lose Control Teddy Swims Joshua Emanuel Coleman, Julian Collin Bunetta, Jaten Collin Dimsdale, John Stephen Sudduth, Marco Antonio Rodriguez Diaz Jr. | 5                                      | Mellem himmel & jord Gobs                  |                                        |          |
| Det modsatte Mumle Frederik Skjærbæk Carstens, Julia Kathrine Hansen | 6                                      | Fomo 88.8 FM Kesi                          |                                        |          |
| Tak for sidst Gobs Michael Nguyen, Tim Steinbach, Mark Steinbach, Victor Gaardboe | 7                                      | Noahs Ark Noah Carter                      |                                        |          |
| Beautiful Things Benson Boone Benson James Boone, Evan Robert Eliiot Blair, Jackson Lafrantz Larsen | 8                                      | Når sjælen kaster op Tobias Rahim          |                                        |          |
| Knuser hjerter Annika Annika Wedderkopp | 9                                      | Skyll Lamin                                |                                        |          |
| Dark Room Tobias Rahim feat. Icekiid Arto Louis Alan Eriksen, Frederik Tao Nordsø Schjoldan, Fridolin Tai Nordsø Schjoldan, Jermyn Creppy, Tobias Rahim Secilmis Hasling | 10                                     | Dansktop Ukendt Kunstner                   |                                        |          |